# O Mercantil II
O Mercantil foi um jornal brasileiro publicado em Porto Alegre que circulou entre 1º de janeiro de 1874 e 1897.
Iniciou sua circulação 10 anos depois do desaparecimento de um jornal homônimo: O Mercantil.
Fundado por João Câncio Gomes, foi contra a Exposição Brasileira-Allemã, organizada por Carlos von Koseritz, também teve papel importante na campanha abolicionista, recolhendo fundos para libertação de escravos. Apesar disto se colocava francamente contra a ideia da república e a favor da manutenção da monarquia.